# Municipio de Oneida (Pensilvania)
El municipio de Oneida (en inglés: Oneida Township) es un municipio ubicado en el condado de Huntingdon en el estado estadounidense de Pensilvania. En el año 2000 tenía una población de 1.129 habitantes y una densidad poblacional de 24.7 personas por km².

## Geografía
El municipio de Oneida se encuentra ubicado en las coordenadas 40°29′30″N 77°59′29″O / 40.49167, -77.99139.

## Demografía
Según la Oficina del Censo en 2000 los ingresos medios por hogar en la localidad eran de $41,438 y los ingresos medios por familia eran de $45,284. Los hombres tenían unos ingresos medios de $37,614 frente a los $25,208 para las mujeres. La renta per cápita de la localidad era de $19,729. Alrededor del 7,9% de la población estaba por debajo del umbral de pobreza.